# KAI KUH-1 Surion
KAI KUH-1 Surion (một từ ghép trong tiếng Hàn có nghĩa là "Đại bàng hoàn hảo") là một dòng máy bay trực thăng vận tải đa nhiệm, tầm trung, 2 động cơ, được phát triển bởi Korea Aerospace Industries dựa trên khung thân chiếc AS332 của Airbus Helicopters. Hiện dòng máy bay này đã được đặt hàng và vận hành bởi Quân đội Hàn Quốc cùng với các cơ quan chính phủ khác của Hàn Quốc.

### Nguồn gốc

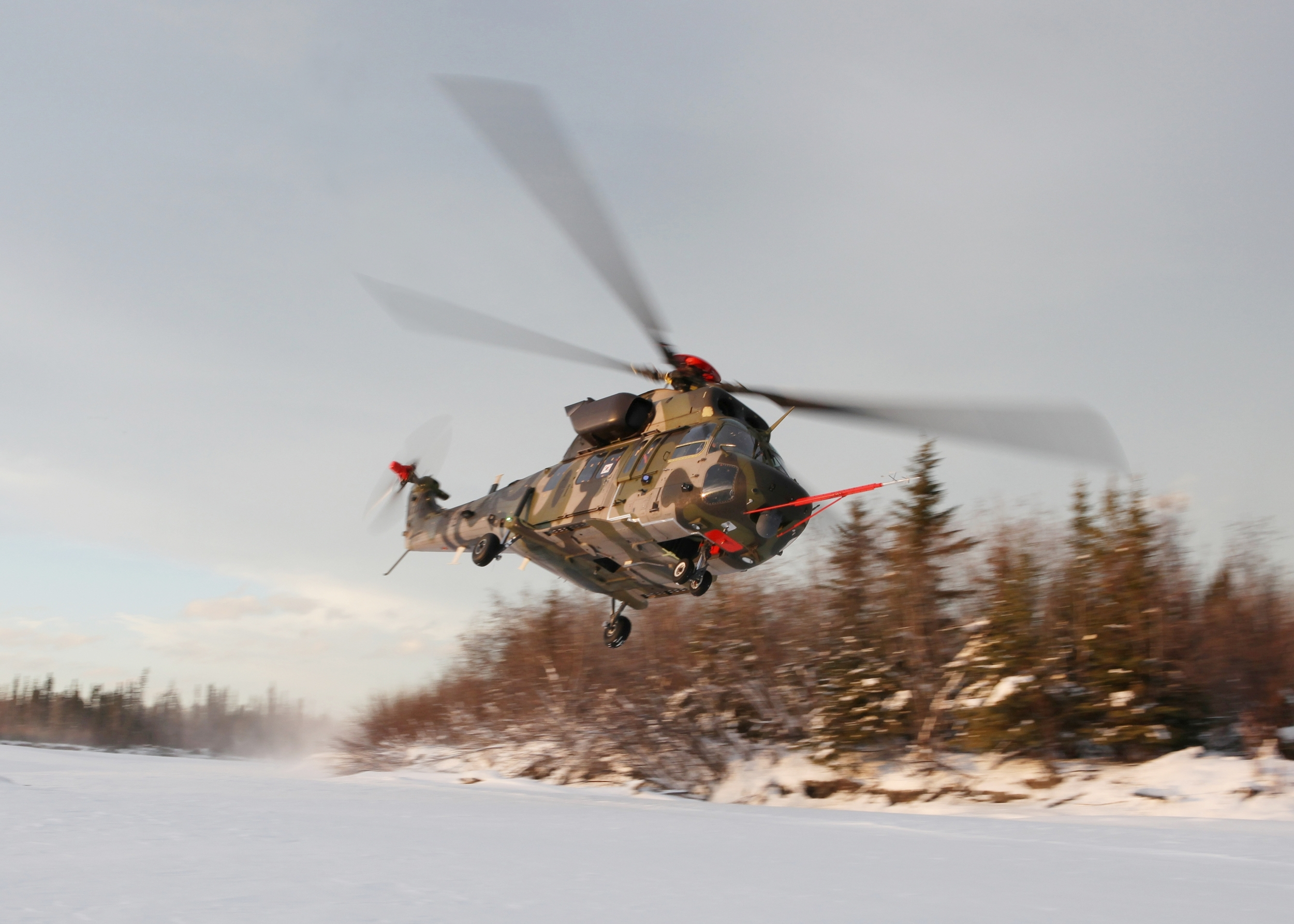
Mẫu thử nghiệm KUH-1 Surion trong bài test nhiệt độ thấp tại Alaska, 2012

### Các cải tiến bổ sung

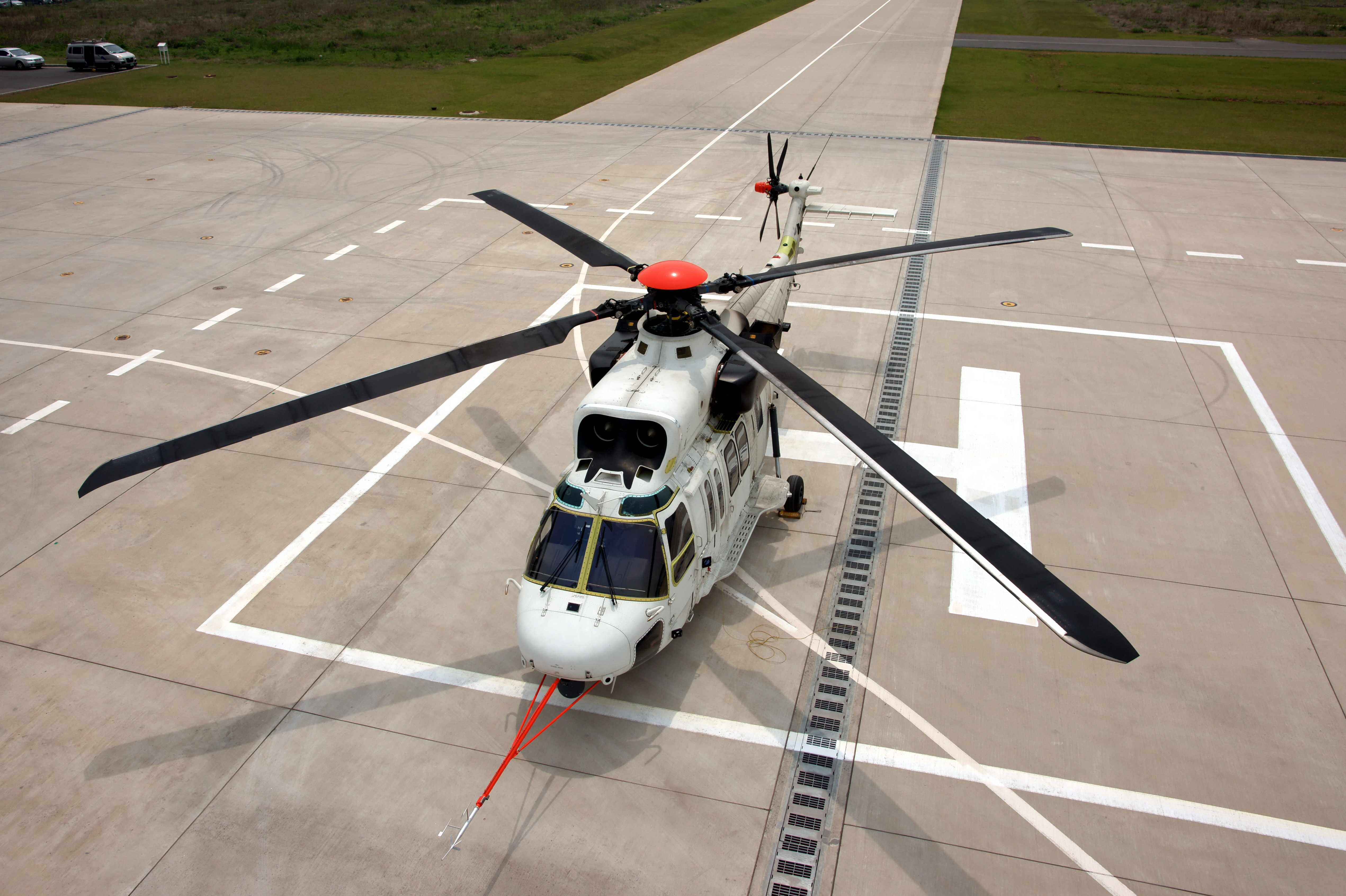
Mẫu thử nghiệp Trực thăng Đa nhiệm Hàn Quốc KUH-1 Surion

## Thiết kế

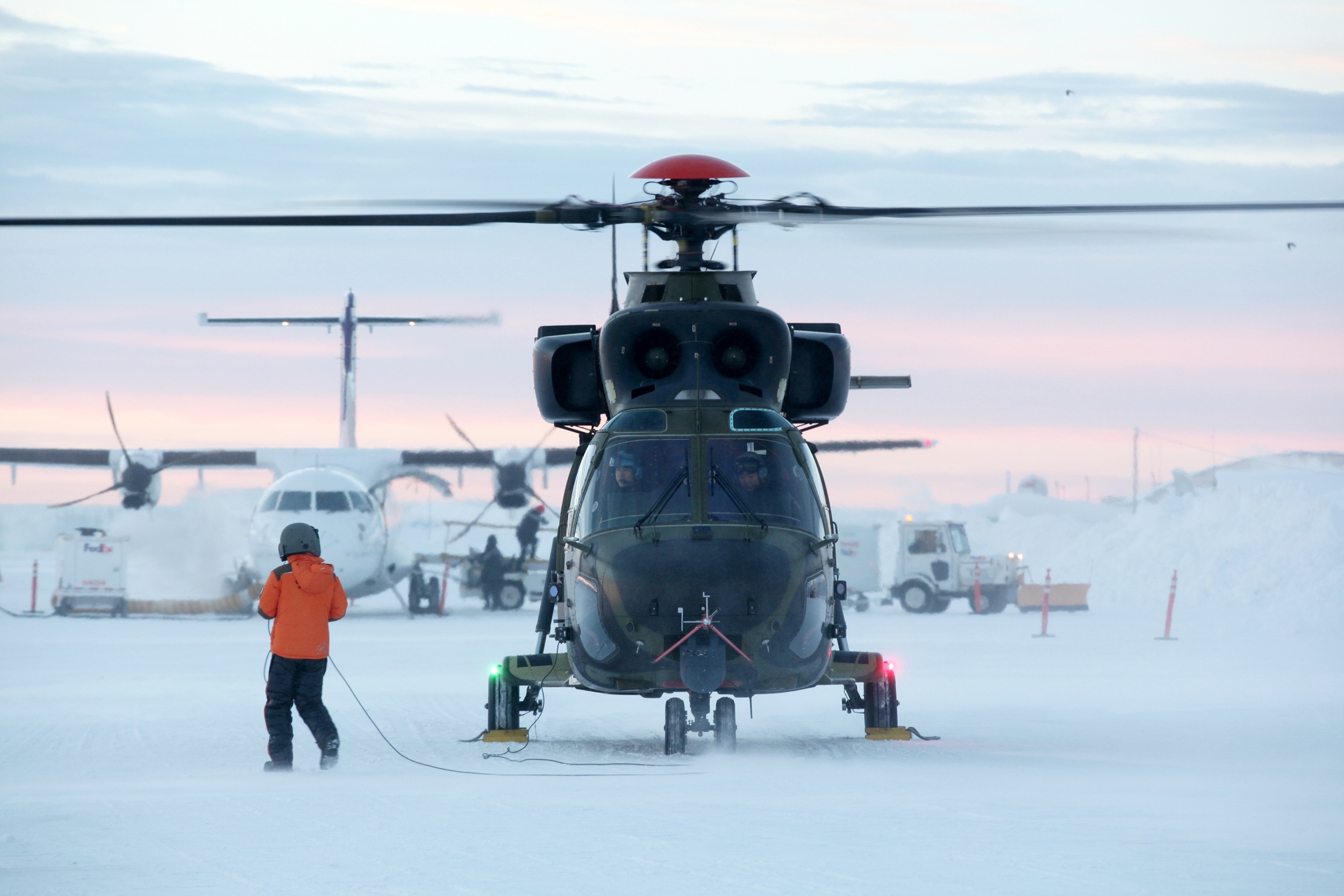
KUH-1 Surion, 2012

## Lịch sử hoạt động

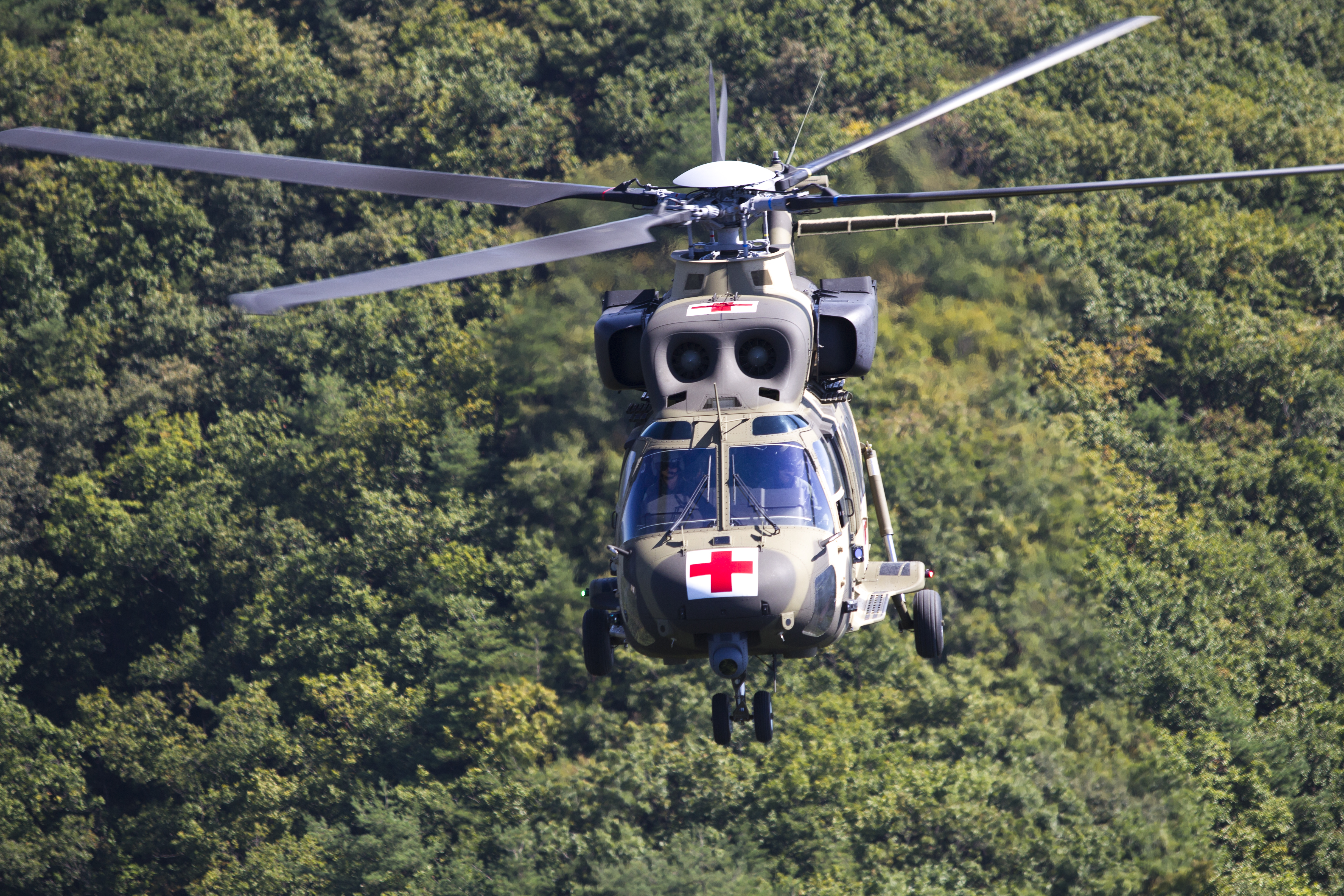
ROK Army KUH-1 Surion MEDEVAC

## Biến thể

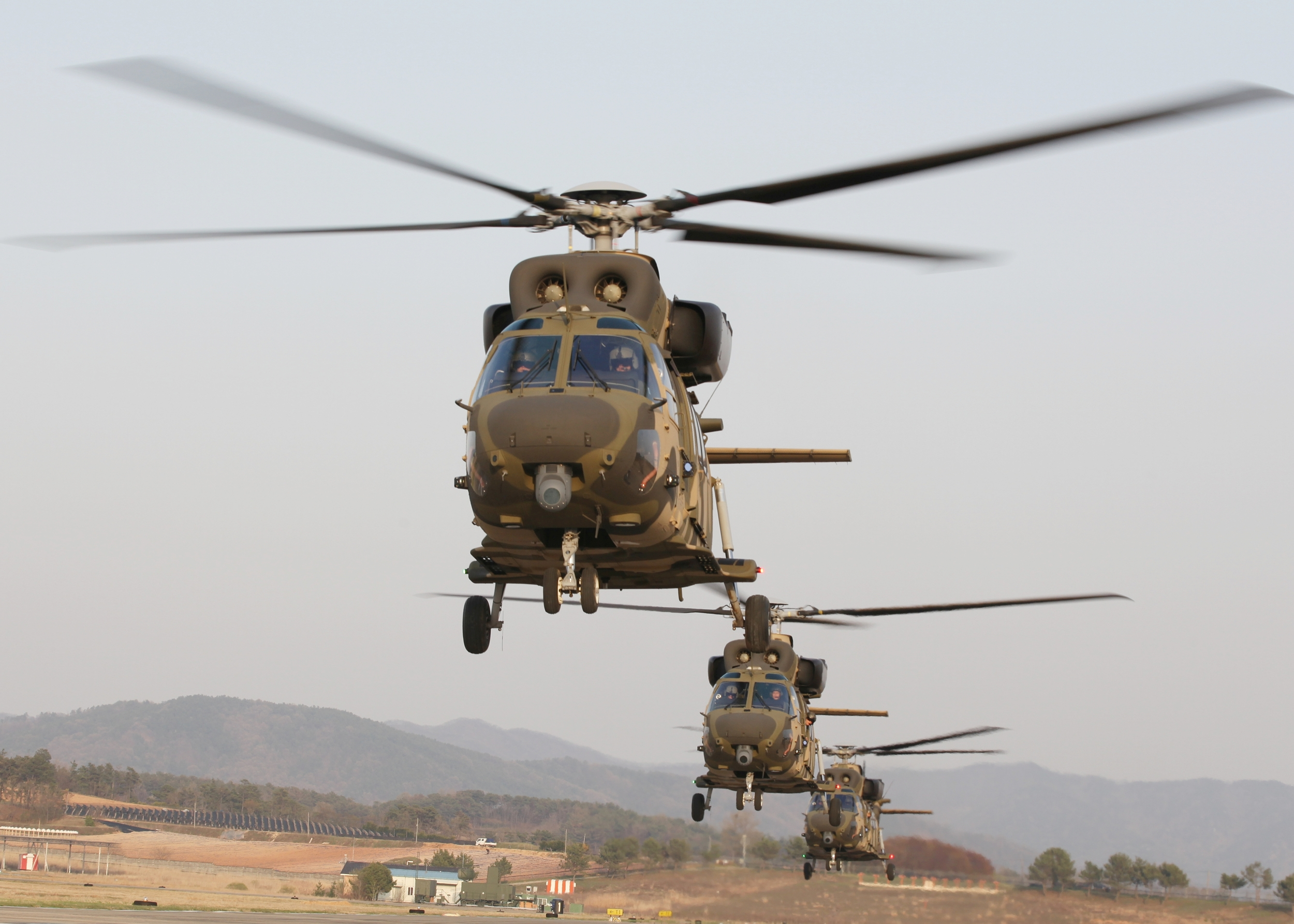
ROK Army KUH-1 Surion

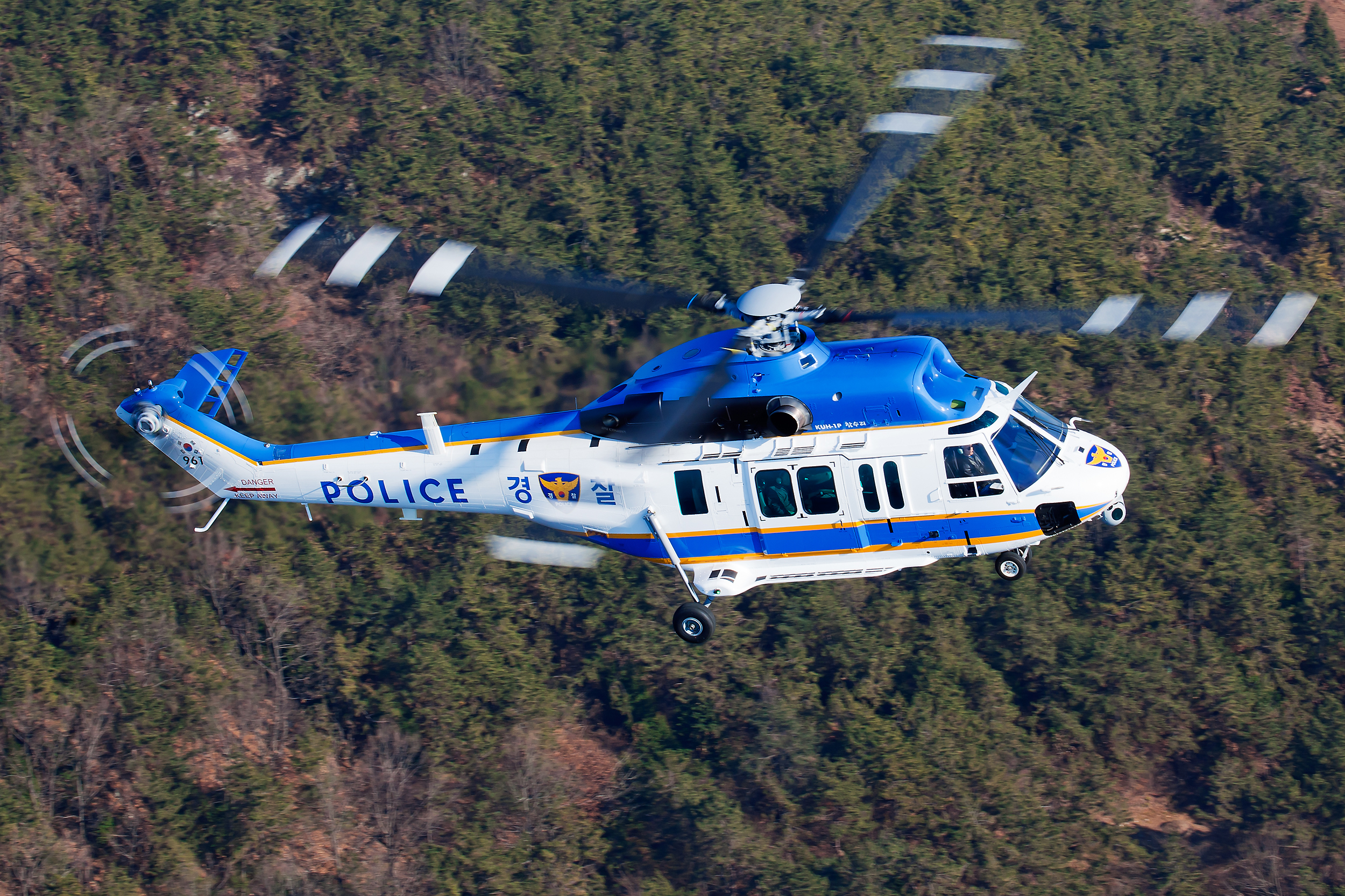
Korean Police version (KUH-1P Chamsuri)

## Phát triển